# 黑雲芋螺
黑雲芋螺（学名：Conus nigropunctatus）为芋螺科芋螺屬下的一个种。